# الصالح ناصر الدين محمد
الصالح ناصر الدين محمد بن ططر، هو سلطان من المماليك البرجية حكم مصر، في الفترة (1421 - 1422).